# They Rode West
They Rode West is een Amerikaanse western uit 1954 onder regie van Phil Karlson.

## Verhaal
De legerarts Allen Seward wordt overgeplaatst naar een buitenpost van de cavalerie. Hij wordt er niet hartelijk onthaald door de soldaten. Bovendien heeft hij al vlug woorden met kapitein Peter Blake. Dokter Seward vindt namelijk dat de officier erg wreed omgaat met de plaatselijke indianen. Als er malaria uitbreekt in hun reservaat, wil de arts hun hulp bieden. Hij krijgt het daardoor aan de stok met zowel kapitein Blake als de medicijnman. Tijdens zijn arrestatie verlaten de indianen hun reservaat om de buitenpost in te nemen.

## Rolverdeling
| Acteur          | Personage            |
| --------------- | -------------------- |
| Robert Francis  | Dokter Allen Seward  |
| Donna Reed      | Laurie MacKaye       |
| May Wynn        | Manyi-ten            |
| Philip Carey    | Kapitein Peter Blake |
| Onslow Stevens  | Kolonel Ethan Waters |
| Peggy Converse  | Martha Walters       |
| Roy Roberts     | Sergeant Creever     |
| Jack Kelly      | Luitenant Raymond    |
| Stuart Randall  | Chief Satanta        |
| Eugene Iglesias | Red Leaf             |
| Frank DeKova    | Isatai               |
| John War Eagle  | Chief Quanah         |
| Ralph Dumke     | Dokter Gibson        |